# Monte Lechner
Il Monte Lechner (in lingua inglese: Mount Lechner) è una prominente montagna antartica, alta 2.030 m, che sormonta l'estremità sudoccidentale della Saratoga Table, nel Forrestal Range dei Monti Pensacola, in Antartide. 
Il monte è stato mappato dall'United States Geological Survey (USGS) sulla base di rilevazioni e foto aeree scattate dalla U.S. Navy nel periodo 1956-66.
La denominazione è stata assegnata dall'Advisory Committee on Antarctic Names (US-ACAN) in onore del maggiore Ralph C. Lechner, coordinatore del trasporto aereo in staff al comandante dell'U.S. Naval Support Force in Antartide nel 1964-66.